# Bucșani (Giurgiu)
Bucşani es una comuna ubicada en el distrito de Giurgiu, Rumania.

## Superficie
Cuenta con una superficie de 86,82 kilómetros cuadrados.

## Demografía
Hasta 2021 la población era de 3462 habitantes, con una densidad de población de 39,88 habitantes por kilómetro cuadrado.